# Герасименко, Пётр Васильевич
Пётр Васильевич Герасименко (род. 1 января 1939, пос. Михайловка-Рубежовка) — специалист в области прочности и стойкости ракетно-космической техники, доктор технических наук, профессор.

## Биография
В 1968 окончил ВИКИ им. А. Ф. Можайского, в 1970 — Ленинградский государственный университет.
В 1983 присуждена учёная степень доктора технических наук, в 1986 присвоено учёное звание «профессор». С 1998 — академик Международной академии наук высшей школы.
В 1985-1988 — начальник кафедры «Конструкции ракет-носителей и двигателей», в 1988-1995 — начальник кафедры математики Военной инженерно-космической академии им. А. Ф. Можайского.
Профессор кафедры «Экономика и менеджмент строительства» Петербургского государственного университета путей сообщения.

## Научный вклад
Руководитель научной школы по стойкости и живучести ракетно-космической техники. Одним из первых в стране создал теорию оценивания стойкости ракет и космических аппаратов и на её основе предложил пути и конструктивные решения по защите летательных аппаратов.
Осуществлял научно-методическую поддержку разработки конструкций и обеспечения надёжности ракет-носителей (работы с КБ «Салют»).
Подготовил 10 кандидатов наук.
Автор более 250 научных трудов.

## Награды
- Заслуженный деятель науки РФ (1997).
- Медали Федерации космонавтики: «30 лет полёта Ю. А. Гагарина», им. М. С. Рязанского, им. М. В. Келдыша — за научный вклад в освоение космоса.
- Почётный знак Высшей школы «За отличные успехи в работе» и диплом I степени Госкомобразования за лучшую научную работу на специальную тему, получившую I место на конкурсе научно-исследовательских работ в Министерстве обороны (1985).